# Falcatoflabellum raoulensis
Espèce
Statut CITES
Falcatoflabellum raoulensis est une espèce de coraux appartenant à la famille des Flabellidae.